# تاكرين
تاكرين (Tacrine)، دواء يثبط عمل انزيم كولين استيراز (Cholinesterase) بشكل قابل للعكس، يستخدم هذا الدواء لعلاج المرضى الذين يعانون من الخرف (Dementia) الناجم عن مرض الزهايمر (Alzheimer) عندما يكون في مراحله الأولى. التغييرات الاولية في مرض الزهايمر تثبط عمل المسارات العصبية الكولينية في جهاز الاعصاب المركزي، حيث ان الناقل العصبي الرئيسي في هذه المسارات هو الاسيتيل كولين (Acetylcholine). يعتقد الباحثون ان النقص النسبي بالاسيتيل كولين في الدماغ، مسؤول عن جزء من الاعراض التي نراها في مراحل المرض الاولية. يزيد التاكرين من مستوى الاسيتيل كولين في الدماغ. تبين ان التاكرين يساعد فقط في المراحل الاولية، ولا يمنع تقدم المرض. من اجل الحصول عل التاثير الاقصى للدواء، يجب تناوله بفترات زمنية ثابتة. لا يجوز تغيير التركيز أو وقف العلاج بشكل شخصي ودون استشارة الطبيب..>

## الاستعمال الطبي للدواء
يُستخدَم هذا الدَّواءُ في مُعالجَةِ داء ألزهايمر (الخرف المبكِّر). طريقة التناول عبارة عن كبسولات عدد الجرعات
4 مرات يوميا، على معدة فارغة.).
جرعة البداية: 40 ملغم في اليوم.
جرعة المداومة (maintenance dose): حتى 80 ملغم باليوم. بداية الفعالية: 2 - 4 ساعات. قد تمر عدة اسابيع قبل ان يشعر المريض بتاثير الدواء الإيجابي باكمله. مدة الفعالية 4 - 6 ساعات.

### نسيان الجرعة
يجب تناول الدواء فور التذكر. إذا كانت الجرعة التالية خلال ساعتين، تناول جرعة واحدة فورا ولا تتناول الجرعة التالية.

### وقف الدواء
لا يجوز التوقف عن تناول الدواء دون استشارة الطبيب، يمكن للاعراض ان تظهر من جديد.

### جرعة زائدة
يجب التوجه لغرفة الطوارئ على الفور. يجب اتخاذ تدابير الطوارئ في حالة وجود افراز لعاب، اغماء، تشنجات..

## آلية عمل الدواء
دَواءُ التَّاكرين هو من مُثبِّطات إنزيم استراز الكولين (الكُولِينِستيراز) cholinesterase، حيث يَعمَلُ على زيادة كمِّيات الأسيتيل كولين acetylcholine في الدِّماغ، وهذا ما يُقلِّل من أعراض الخرف في مرضى أَلزهايمر Alzheimer's disease، فيَعمل على زيادة المادَّة الكيميائيَّة التي تُسمَّى أسيتيل الكولين في الدِّماغ.
يُؤثِّر الأسيتيل كولين في الذَّاكرة والتَّركيز والتعلُّم.

## التخزين والحفظ
يجب حفظ الدواء في عبوة محكمة الاغلاق في مكان بارد وجاف. بعيدا عن متناول ايدي الأطفال.

## تحذيرات
- اثناء الحمل:

لم يتم اثبات ما إذا كان استخدام الدواء في فترة الحمل امنا. لا يوصى بتناوله اثناء الحمل (C).
- الرضاعة:

لم يثبت ان استعمال الدواء امن للمرضعات. لا ينصح بتناوله.
- الأطفال والرضع

لم يحدد مدى سلامة الاستعمال لدى الاولاد تحت جيل 18 سنة، يجب مراجعه الطبيب.
- كبار السن:

لا توجد مشاكل خاصه.
- قيادة السيارة:

يجب الامتناع عن السياقة حتى تتضح ماهية تاثير الدواء، حيث من الممكن ان يسبب ضبابية (طمس).
- العملية الجراحية والتخدير:

يجب ابلاغ الطبيب الجراح أو الطبيب المخدر عن استعمال هذا الدواء.